# Kirche Bornstedt (Potsdam)

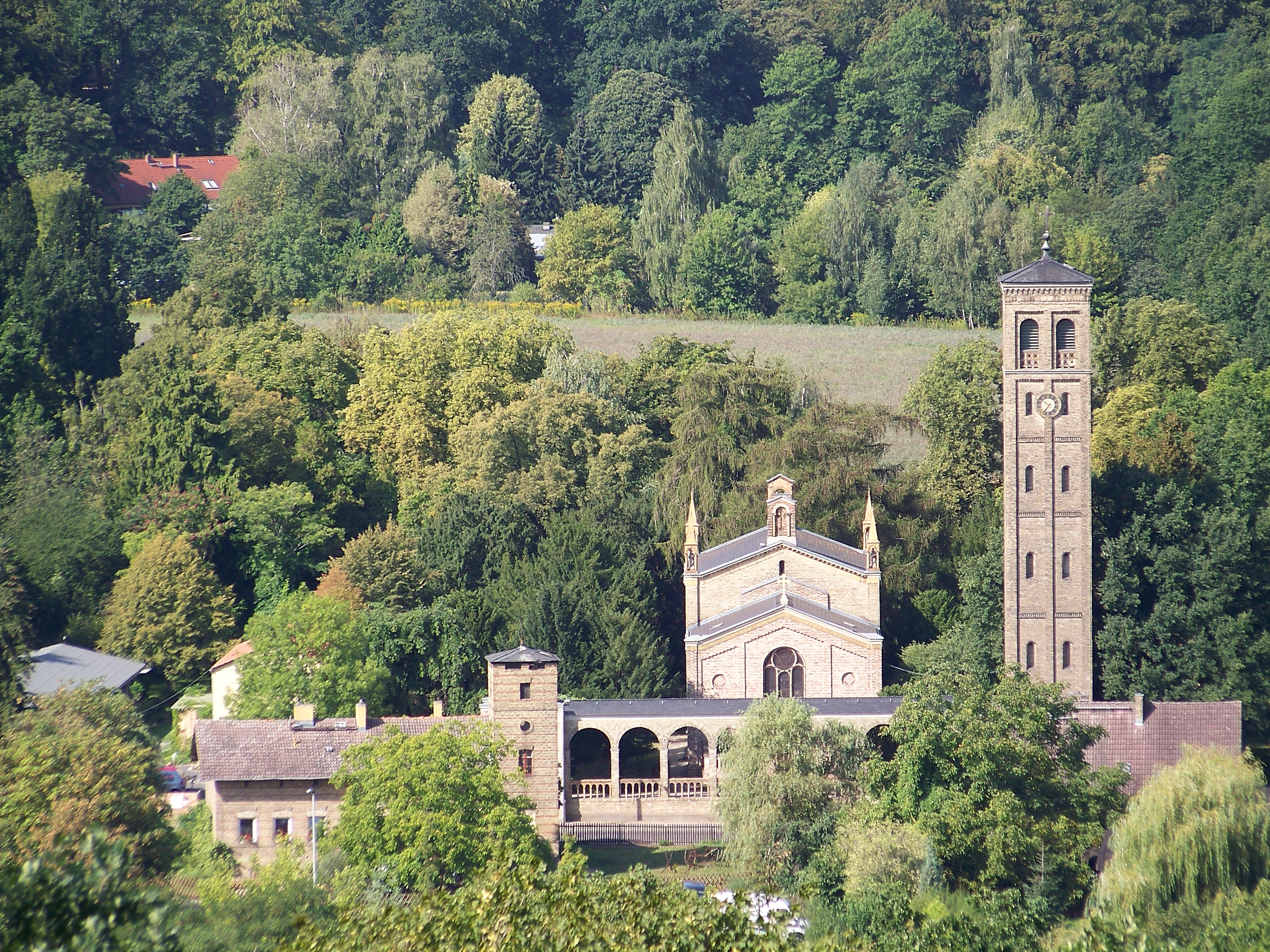
Kirche Bornstedt von Osten

Die Kirche Bornstedt ist ein im 19. Jahrhundert erbautes Kirchengebäude im Potsdamer Ortsteil Bornstedt. Sie gehört zum evangelischen Kirchenkreis Potsdam der Evangelischen Kirche Berlin-Brandenburg-schlesische Oberlausitz und steht unter Denkmalschutz.

## Lage
Die Kirche steht westlich der Ribbeckstraße auf dem an der Ecke zur Eichenallee gelegenen Bornstedter Friedhof. Auf der gegenüberliegenden Straßenseite befinden sich das ehemalige Schulhaus des Dorfes sowie das sich südlich anschließende Krongut Bornstedt.

## Geschichte
Ein erstes Kirchengebäude in Bornstedt wurde im 16. Jahrhundert erbaut und 1689 sowie 1769 erneuert. Die 1805 anstelle des Vorgängerbaus nach Plänen des Architekten Carl Friedrich Quednow (1779–1836) errichtete Dorfkirche wies bereits in den 1840er Jahren Schäden auf, so dass sich König Friedrich Wilhelms IV. mit Projekten für einen seinen landschaftsgestalterischen Ambitionen entsprechenden Neubau beschäftigte. 1842/43 legte Ludwig Persius Entwürfe vor, deren Ausführung aber vorerst unterblieb. Friedrich August Stüler entwarf 1849 die straßenseitige Arkadenhalle mit dem angeschlossenen Campanile. Die Ausführung erfolgte unter Einbeziehung der Grundmauern der alten Kirche schließlich 1854/55 nach Stülers Plänen unter der Leitung von Johann Heinrich Haeberlin.
Unter dem seit 1867 die Gutsherrschaft innehabendem Kronprinzenpaar Victoria und Friedrich erfuhr die Kirche 1881/82 eine Erweiterung nach Osten, für die Reinhold Persius verantwortlich zeichnete. Anstelle der mit einer Zwerggalerie geschmückten Apsis entstand in dem Kirchenbau angepasster Formensprache ein innen dreischiffiger Choranbau.
Restaurierungen der Kirche fanden 1981 und in den 2010er Jahren statt.

## Beschreibung

### Außenbau
Die Kirche ist ein Saalbau aus gelblichen Backsteinen im oberitalienischen Vorbildern folgenden Rundbogenstil. Das Kirchenschiff ist über einem niedrigen Sockel durch Lisenen und Eckpfeiler gegliedert, die mit Apostelstatuen des Potsdamer Bildhauers Friedrich Wilhelm Koch (1815–1889) unter tabernakelartigen Baldachinen bekrönt sind. Diese wie auch der übrige Bauschmuck sind aus gebranntem Ton gefertigt. Die bis auf jeweils vier hochsitzende Rundfenster an den Längsseiten und das Portal im Westen geschlossene untere Wandzone ist von einem Gurtgesims abgeschlossen. Darüber befindet sich im Norden und Süden in jeder Achse eine Gruppe dreier Rundbogenfenster, während die Westseite zwischen den nur bis zur Traufhöhe des Schiffs geführten Lisenen mit einem großen Radfenster und drei kleineren Rundbogenfenstern geöffnet ist. Die größtenteils durch die spätere Erweiterung in der Breite des Kirchenschiffs verdeckte Ostseite weist nur ein kleines, ebenfalls rundbogiges Fenster im Giebelfeld auf. Traufen und Ortgänge sind durch umlaufende Gesimse mit Konsolen über einem aus Platten gebildeten Zierfries geschmückt. Die Giebel besitzen Aufsätze, wobei der westliche als Glockenträger fungiert. Über dem durch einen kleinen Vorbau betonten Portal befindet sich die Inschrift „ICH BIN DIE THUER, SO JEMAND DURCH MICH EINGEHET, DER WIRD SELIG WERDEN UND WEIDE FINDEN. JOH. X, IX.“
Das Material und die Gestaltung des Chors orientieren sich am älteren Kirchenbau. Über zwischen Lisenen angeordneten Rundbogenfenstern an den Längsseiten sind runde, mit Ornamenten gefüllte Blenden angeordnet. Die Ostfassade besitzt über einer niedrigen Zugangstür mittig ein großes rundbogiges Fenster. In den links und rechts davon durch Lisenen eingefassten Wandfeldern befinden sich über Freitreppen mit gemauerten Brüstungen erschlossene Portale, deren Tympana jeweils mit einem Kreuz verziert sind. Axial darüber sind wiederum Rundblenden mit Ornamentfüllung angeordnet. Den Abschluss der Chorfassaden bilden Plattenfriese und profilierte Trauf- und Ortganggesimse, die gegenüber denen des Kirchenschiffs schlichter ausgebildet sind. Den Giebel bekrönt ein Kreuz mit kleeblattförmigen Armen.

### Arkadengang und Glockenturm

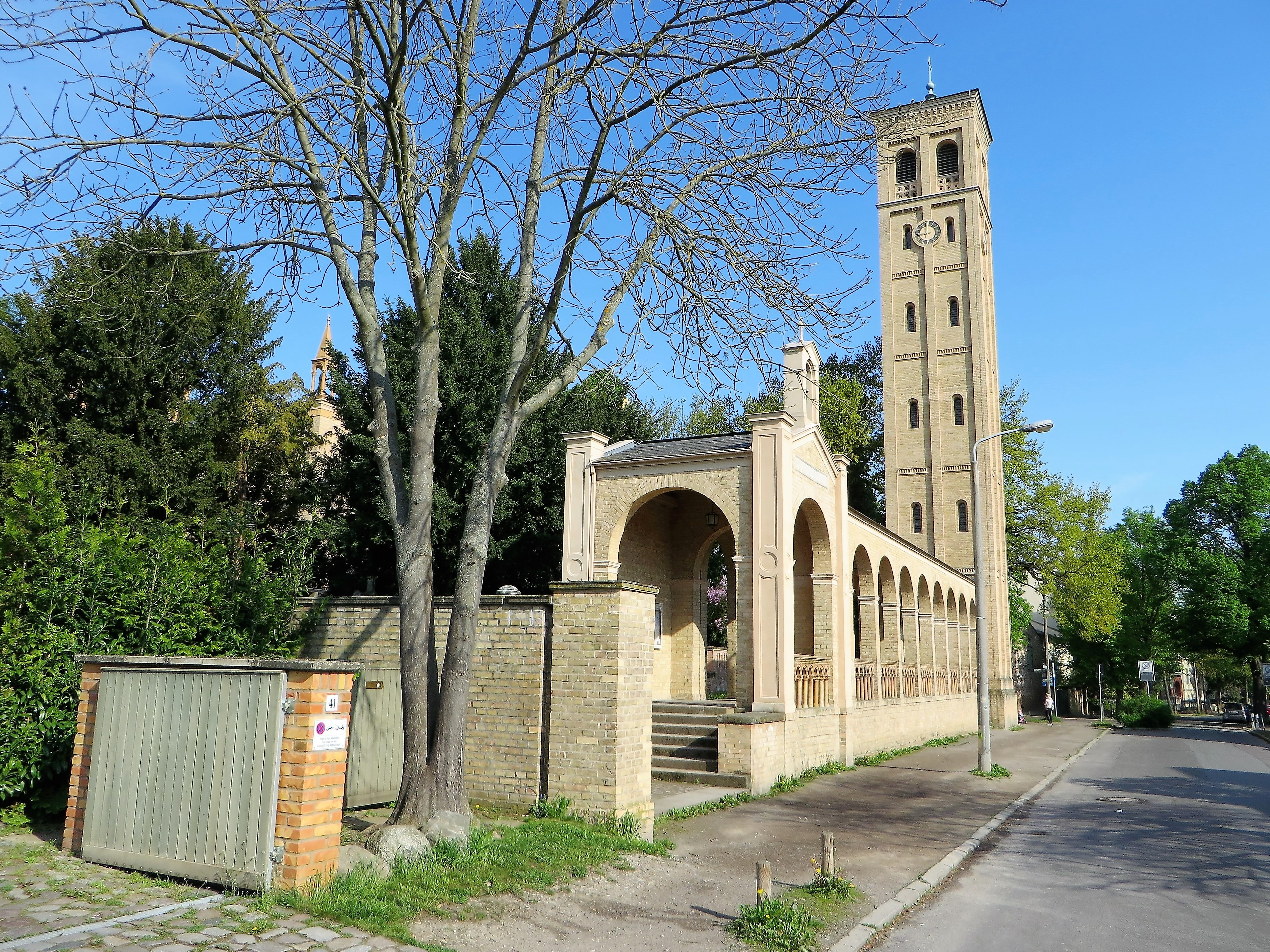
Arkadengang, Ansicht von Süden

Die Kirche und der diese umgebende Friedhof sind im Osten durch einen Arkadengang von der tiefer gelegenen Ribbeckstraße getrennt. Dem Gang mit neun auf quadratischen Pfeilern stehenden Bögen und offenem Dachstuhl schließen sich im Norden der Campanile und im Süden ein kapellenartiger Baukörper mit kleinem Glockengiebel an, durch den der Zugang über eine vorgelagerte Freitreppe erfolgt. Die Inschrift am Giebel lautet: „GEHET ZU SEINEN THOREN EIN MIT DANKEN, ZU SEINEN VORHOEFEN MIT LOBE.“ Die Brüstung zwischen den Arkadenpfeilern ist aus zierlichen, auf Terrakottasäulen ruhenden Bögen gebildet.
Der 34 Meter hohe Glockenturm auf quadratischem Grundriss ist an den Ecken und mittig durch Lisenen gegliedert und besitzt fünf unterschiedlich hohe, aber gleichartig gestaltete Geschosse. Von den Lisenen unterbrochene Gesimsbänder trennen die sich allseitig mit jeweils zwei kleinen Rundbogenfenstern öffnenden Ebenen, wobei der Zugang vom Arkadengang aus erfolgt und im fünften Stock die Zifferblätter der Turmuhr angebracht sind. Das durch ein umlaufendes Gesims separierte sechste Geschoss enthält hinter jeweils zwei großen, mit zurückgesetzten Brüstungen versehenen rundbogigen Öffnungen den Glockenstuhl. Die beiden dort erklingenden Glocken stammen aus dem Mittelalter. Den Turm schließt ein flaches Zeltdach mit bekrönendem Kreuz über dem durch einen Rundbogenfries betonten Kranzgesims ab.
Eine 2005 angebrachte Tafel am Fuß des Turms erinnert an Henri de Catt, der König Friedrich II. als Privatsekretär und „Vorleser“ diente. Seine Grabstelle befand sich in der ersten Bornstedter Kirche und wurde im Zuge des Neubaus von 1805 auf den Friedhof verlegt. Sie ist nicht erhalten. 

### Innenraum

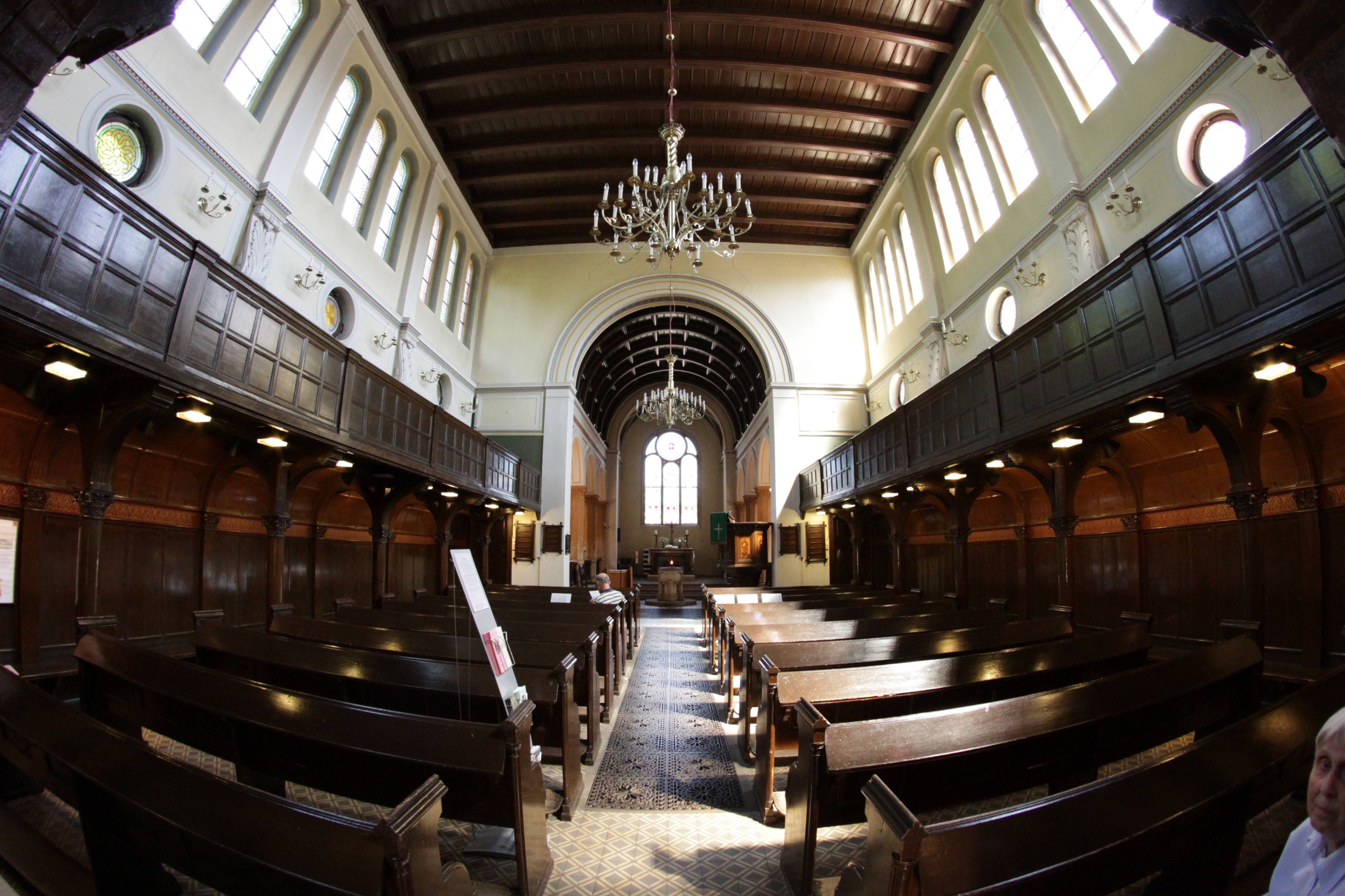
Innenraum nach Osten

Das Kirchenschiff ist ein heller, schlicht gegliederter Saalraum mit dreiseitigen Emporen aus dunklem Holz auf ebenfalls hölzernen Säulen. Auf der höher liegenden Westempore steht die Orgel. Im Osten bildet der Triumphbogen den Zugang zum Chorraum, der im Gegensatz zu dem mit einer Holzbalkendecke auf Unterzügen überspannten Kirchenschiff mit einem Tonnengewölbe aus Holz abgeschlossen ist. Durch eine dreifache Bogenstellung sind Seitenschiffe als Logen für den Kirchenvorstand und die kronprinzliche Gutsherrschaft abgetrennt. Das durch einen Bogen separierte Joch im Osten bildet mit seiner durch einen gemalten Sternenhimmel auf blauem Grund ausgezeichneten Gewölbedecke den eigentlichen Altarraum. Die Glasmalereien des großen Ostfensters schuf Hermann Schaper um 1882.

### Ausstattung
Der Altartisch und die hölzerne Kanzel stammen von 1856, erhielten ihre heutige Fassung aber im Zuge des Umbaus 1882. Die Sandsteintaufe ist dem romanischen Taufstein der Kirche von Belaugh im ostenglischen Norfolk nachgebildet, was auf Kronprinzessin Victoria als Bauherrin der Kirchenerweiterung zurückgeht. Die aus vergoldetem Kupfer gefertigte Taufschale ist eine 1875 angefertigte Nachbildung der Schale aus der Potsdamer Garnisonkirche.
Aus dem Berliner Kronprinzenpalais stammen um 1820/30 angefertigte Eisenkunstgusswerke, die der Kronprinz 1869 der Kirche stiftete: Ein von Leonhard Posch geschaffenes Reliefbild des Abendmahls nach Leonardo da Vinci und ein von Szenen aus dem Leben Jesu umgebener dornengekrönter Christuskopf nach Antonio da Correggio, den Wilhelm August Stilarsky schuf, weiterhin zwei vermutlich ebenfalls Stilarsky zuzuschreibende Vasen mit jeweils sechs Apostelstatuetten in Spitzbogennischen.
Das Altarkreuz und das Leuchterpaar wurden nach einem Entwurf von Emil Gette in der Werkstatt von Eduard Puls aus Schmiede- und Gusseisen gefertigt. Sie ersetzten ein hohes Standkreuz und zwei freistehende Kandelaber der Ausstattung von 1856. Eine Bibel von 1883 besitzt einen versilberten Einband als Kopie eines 1159 geschaffenen Codex aus Hildesheim, eine Ausgabe von 1894 zeigt Illustrationen von Gustave Doré.

### Orgel
Die Orgel mit zwölf Registern auf einem Manual und Pedal wurde 1978 von Alexander Schuke Potsdam Orgelbau als Opus 483 hinter den Prospekt der von Carl Ludwig Gesell 1856 gebauten Orgel eingebaut. Die 1882 hinzugefügte ornamentale Bemalung der Prospektpfeifen folgt englischen Vorbildern.

## Grabdenkmale

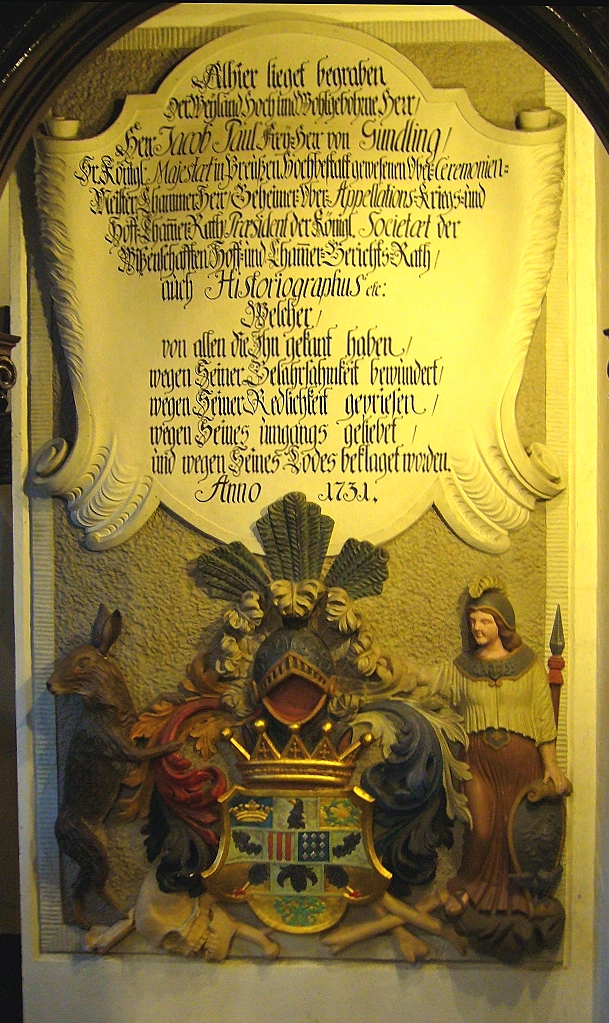
Epitaph für Jacob Paul von Gundling (1673–1731)

In der Kirche sind an der Westwand unter der Empore drei barocke Epitaphien aus der Zeit König Friedrich Wilhelms I. zu sehen, die aus dem Vorgängerbau der 1805 errichteten Kirche stammen. Ihre Erhaltung ist dem Einsatz der Heimatforscherin Karoline Schulze (1794–1881), der Tochter des auf dem Friedhof bestatteten Gartendirektors und Architekten Johann Gottlob Schulze, zu verdanken, an die seit 1994 eine Gedenktafel erinnert.
Nördlich des Eingangs befindet sich der Gedenkstein für den Wissenschaftler und unfreiwilligen Hofnarren Jacob Paul von Gundling. Unter einer geschweiften Inschriftentafel ist das von Figuren eines Hasen und der Minerva flankierte Wappen des Verstorbenen angebracht, das auf einem Totenkopf und Gebeinen ruht.
Auf der gegenüberliegenden Seite ist das Epitaph für Heinrich Christian von Holwede (1684–1739) und dessen Frau Catharina Louise, geb. von König (1694–1740), die Eltern der preußischen Generalmajore Friedrich Christian Karl von Holwede und Ferdinand Friedrich Albrecht Gottlieb von Holwede, angebracht. Von Holwede stammte aus Grasleben bei Helmstedt, diente seit 1700 in der preußischen Armee und erhielt nach seinem Abschied 1726 den Posten des Oberküchenmeisters und Chefs der Hofküche in den Schlössern von Berlin und Potsdam. Den in der Form eines Segmentgiebels gestalteten Abschluss des geschwungenen Inschriftsteins bekönt eine Büste des Verstorbenen.
Ein dritter Gedenkstein ist dem Andenken an den königlichen Amtmann und Ober-Bürgermeister von Potsdam Martin Plümicke (um 1660–1734) und dessen Frau Dorothea Catharina, geb. Wartenberg († 1721) gewidmet. Der von Figuren der Justitia und der Minerva flankierte Stein ist oben mit einer Strahlenglorie und zwei Putten abgeschlossen.
Außen an der Chorostwand der Kirche befindet sich mit dem Grabstein für den kurfürstlichen Amtsschreiber Christoph Schmaill (1613–1678) und dessen Frau Margarethe, geb. Reyher (1620–nach 1679) das älteste erhaltene Grabdenkmal des Friedhofs. Über einem zweigeteilten Tuchgehänge mit Inschriften sind die Wappen der Eheleute angebracht.
Ein an der Nordwand angebrachter Gedenkstein erinnert an den Kossäten und Kirchenvorsteher Johann Friedrich Wilhelm Kalbe (1792–1839), der laut Inschrift bei der Erweiterung der Kirche 1882 umgebettet wurde.